# Kewullay Conteh
Kewullay Conteh (ur. 31 grudnia 1977 we Freetown) – sierraleoński piłkarz występujący na pozycji obrońcy